# Csomaközy család
A Csomaközi család Szatmár vármegye ősi, mára már kihalt családja, mely eredetét a Kaplon nemzetségből vette a Károlyi, Bagossy, Vetéssy és Vaday családokkal együtt.

## Története
A családról az első fennmaradt adat 1325-ből való, mikor a család Myke, Kulchia és Elia Kulchia helységet kapta osztályba.
1375-ben élt a családból Csomaközy György és Miklós.
1396-ban osztoztak meg rokonaikkal a Károlyi, Bagossy, és Vetéssy családokkal Embeli (Ömböly), Vada, Petri és Vezend helységeken.
1414-ben Csomaköz helység birtokosaiként említették a családot.
1609-ben Csomaközi Pétert iktatták be királyi adománnyal Tarpa mezőváros felébe.
1614-ben ecsedi Báthori István (†1605) hagyományából nyertek birtokrészt Ecseden és Dobon.
1655-ben Csomaközi Lászlót mint rovásolót (Dicator) említették Szatmár vármegyében.
1647-ben  a nábrádi birtokon osztozott meg Csomaközy Zsigmond és nejétől ráthóti Gyulaffy Fruzsinától született fia Csomaközy Péter és leánya Erzsébet ráthóti Gyulaffy Lászlóval sógorával.
A családból András a 17. század első felében a nagyváradi vár alkapitánya és a Hajdúság altábornoka volt.
1754-ben Tatárfalvát nyerték részben királyi, részben nádori adományban a családból Csomaközy Zsigmond, valamint Csomaközy Krisztina Szegedy Ferencné és Csomaközy Zsuzsa Diószeghy Sámuelné. ezen kívül pert folytattak a Károlyiak ellen Ömböly, Vada, Mezőpetri és Vezend községek birtokai iránt.
1768-ban a család fiágon Csomaközy Zsigmond-al kihalt.